# 2013年7月中國大陸

## 7月28日
- 辽宁省大连市凌晨发生山体滑坡，被埋6人全部遇难。新华网（页面存档备份，存于）

## 7月27日
- 云南省永善县傍晚发生山体滑坡造成10人失踪3人受伤。新华网（页面存档备份，存于）

## 7月23日
- 山东省临沐县夫妻半夜裸体被绑房屋遭强拆，警方称不便立案，“这是普遍现象。”中国网（页面存档备份，存于）
- 当局强拆引发居民报警，青海省西宁市城北公安分局民警任某接警时，被现场的城管打得头破血流，配枪也被城管夺去。城管称：“要不是看你今天穿这身皮，今天打死你。”[1]

## 7月22日
- 甘肃省定西市岷县和漳县交界发生6.6级地震[2]，震源深度20千米。[3][4][5]
- 北京一家乐福发生有精神病史的男子持刀无特定目标砍杀购物者事件，致1死多伤。据了解，北京市实行“菜刀实名制”，该男子也是在超市登记了身份证并结账之后，才开始砍杀购物者的。[6]

## 7月20日
- 残障上访男子冀中星在北京首都机场T3航站楼散发传单受阻后，驱散周围人群，点燃自制炸药，导致其截肢。[7]

## 7月18日
- 凌晨武警在湖南省临武县对因“城管打死卖瓜农”一事而聚集的民众“各个击破”成功抢尸，挥电棍、敲盾牌，据称高呼“不让者死”。法制周报（页面存档备份，存于）
- 晚9时许，河南省林州市李青峰夫妇怀抱7个月大的女婴散步时，被酒后的当地民警郭增喜突然抢走，并高举过头重摔到地上，致女婴当场昏死。此事件被当地“捂盖”近1个月后才于8月17日曝光。[8][9]

## 7月17日
- 湖南经视记者在湖南省临武县采访“城管打死卖瓜农”一事时，遭到警察用粗木棍殴打，采访车被砸，手机被抢。警方表示“敢拍让你们死在这里”。[10][11]

## 7月12日
- 廣東江門大批民眾遊行示威，反對中核集團計劃在鶴山市建設核燃料工廠，擔心危害健康。市政府最後同意撤銷項目，不予立項。是為江門鶴山反核事件。[12]